# Libeliška Gora
Libeliška Gora este o localitate din comuna Dravograd, Slovenia, cu o populație de 143 de locuitori.